# NHL Heritage Classic
NHL Heritage Classic är ett ej regelbundet återkommande sportarrangemang i National Hockey League (NHL) där grundspelsmatcher spelas utomhus på arenor i Kanada. Den är ett komplement till NHL:s andra utomhusevent NHL Winter Classic och NHL Stadium Series som spelar på utomhusarenor i USA.
Hur kriterierna är för när NHL vill arrangera Heritage Classic är ej känt. Den första arrangerades 2003 medan den andra gick av stapeln åtta år senare, den tredje spelades tre år efter den andra medan den fjärde och just nu sista arrangerades 2016.

## Lista över NHL:sHeritage Classic-matcher
| År   | Namn                                  | Arena och datum                    | Åskådare | Match och resultat                     |       |
| ---- | ------------------------------------- | ---------------------------------- | -------- | -------------------------------------- | ----- |
| 2003 | NHL Heritage Classic                  | Commonwealth Stadium (22 november) | 57 167   | Edmonton Oilers 3–4 Montreal Canadiens | [ 2 ] |
| 2011 | Tim Hortons NHL Heritage Classic 2011 | McMahon Stadium (20 februari)      | 41 022   | Calgary Flames 4–0 Montreal Canadiens  | [ 3 ] |
| 2014 | Tim Hortons NHL Heritage Classic 2014 | BC Place (2 mars)                  | 54 194   | Vancouver Canucks 2–4 Ottawa Senators  | [ 4 ] |
| 2016 | Tim Hortons NHL Heritage Classic 2016 | Investors Group Field (23 oktober) | 33 240   | Winnipeg Jets 0–3 Edmonton Oilers      | [ 5 ] |
| 2019 | Tim Hortons NHL Heritage Classic 2019 | Mosaic Stadium (26 oktober)        | 33 518   | Calgary Flames 1–2 Winnipeg Jets       | [ 6 ] |
| 2022 | Tim Hortons NHL Heritage Classic 2022 | Tim Hortons Field (13 mars)        | 26 119   | Buffalo Sabres 5–2 Toronto Maple Leafs | [ 7 ] |
| 2023 | Tim Hortons NHL Heritage Classic 2023 | Commonwealth Stadium (29 oktober)  | 55 411   | Edmonton Oilers 5–2 Calgary Flames     | [ 8 ] |